# František Mensdorff-Pouilly
František Josef hrabě Mensdorff-Pouilly (13. března 1897 Boskovice – 31. ledna 1991 Horn, Dolní Rakousy) byl český šlechtic z rodu Mensdorff-Pouilly a signatář Národnostního prohlášení české šlechty ze září 1939.

## Život

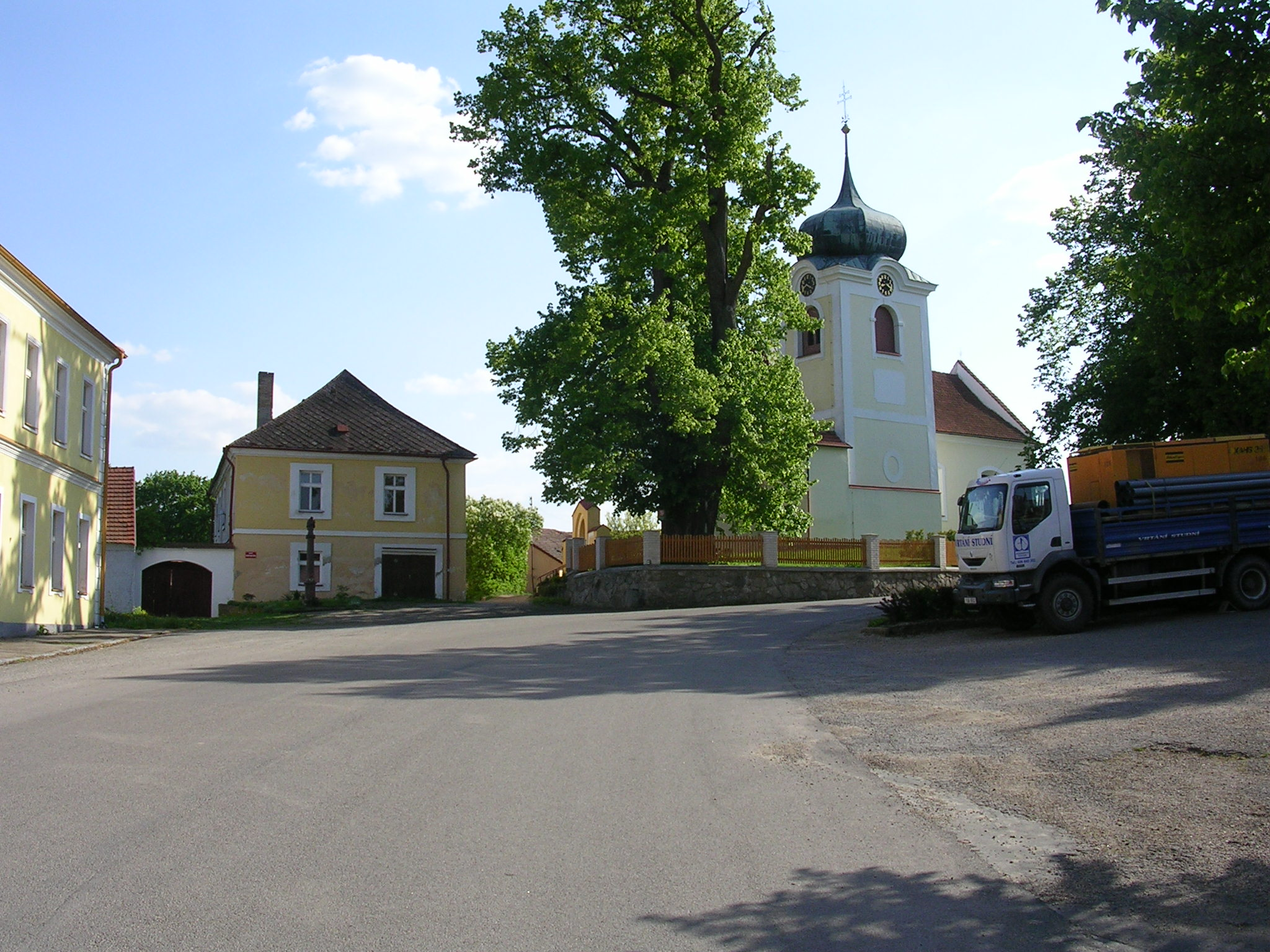
Fara a kostel sv. Martina na náměstí Sv. Čecha v Postupicích

Pocházel z původně francouzského šlechtického rodu. Narodil se jako pátý potomek Alfonse Vladimíra Mensdorff-Pouilly (1864–1935) a jeho manželky Idy, roz. Paarové (1867–1945).
Oženil se 12. září 1927 v Praze s Terezií (Sitou) Sternbergovou (6. 1. 1902 Vídeň – 16. 2. 1985 Benešov), dcerou Filipa Sternberga (1852–1924) a Karolíny, roz. Thurn-Valsassina-Como-Vercelli (1863–1944). Terezie a její sestra Marie Gabriela (1890–1934) byly dědičkami statku a zámku Jemniště. Po svatbě bydleli manželé Na Podlesí v zámečku přestavěném z bývalé továrny. Po smrti manželčiny sestry Marie Gabriely v roce 1934 bydleli na zámku v Jemništi. Za války byla na jejich majetek uvalena vnucená správa a manželé se přestěhovali zpět do zámečku Na Podlesí. V roce 1943 byli nuceni zámek Jemniště prodat. Dostali za něj 18 milionů. Peníze uložili do banky jako důkaz, že prodej nebyl dobrovolný. Za války pracoval František Mensdorff-Pouilly ve Vlašimi v hospodářském družstvu. Jeho manželka začala chovat slepice. Po skončení války se již na Jemniště nevrátili a postupně museli opustit zámeček na Podlesí a přestěhovali se na faru v Postupicích. Během života pracoval František Mensdorff-Pouilly jako dělník v lese a pomáhal faráři jako kostelník. Po smrti manželky prožil stáří v pensionu pro seniory v Hornu.